# Alstonia venenata
Alstonia venenata är en oleanderväxtart som beskrevs av Robert Brown. Alstonia venenata ingår i släktet Alstonia och familjen oleanderväxter. Inga underarter finns listade i Catalogue of Life.